# Herman Brusselmans
Herman Frans Martha Brusselmans narozený 9. října 1957 ve městě Hamme v Belgii, je vlámský píšící belgický prozaik, básník a dramatik, autor více než 40 knih. Žije v Gentu. Studoval angličtinu a nizozemštinu na univerzitě v Gentu. Brusselmans dosáhl široké popularity začátkem 80. let kdy patřil k nové generaci mladých vlámských spisovatelů. Brusselmansovy práce obsahují autobiografické prvky. Náměty jeho děl jsou často alkohol, sex a nuda. Do češtiny byl přeložen jeho román Bývalý bubeník (Ex-drummer).

## Částečná bibliografie
- 1982 Het zinneloze zeilen (povídky)
- 1984 Prachtige ogen (román)
- 1985 De man die werk vond (román)
- 1986 Heden ben ik nuchter (román)
- 1987 Zijn er kanalen in Aalst? (román)
- 1988 De Geschiedenis van de Vlaamse Letterkunde.
- 1988 Iedere zondag sterven en doodgaan in de week (novela)
- 1989 Dagboek van een vermoeide egoïst (román)
- 1989 De Canadese muur (hora), společně s Tomem Lanoyem
- 1989 De Geschiedenis van de Wereldliteratuur (sloupky)
- 1990 Vlucht voor mij (román)
- 1991 Ex-schrijver (román)
- 1992 Het mooie kotsende meisje (povídky)
- 1993 Ex-minnaar (román)
- 1994 Ex-drummer (román)
- 1994 Het oude nieuws van deze tijden (román)
- 1995 De terugkeer van Bonanza (román)
- 1995 Vrouwen met een IQ (román)
- 1996 Autobiografie van iemand anders (román)
- 1996 Guggenheimer wast witter (román)
- 1997 Meisjes hebben grotere borsten dan jongens. (dětská poezie)
- 1997 Zul je mij altijd graag zien? (autobiografie)
- 1997 Logica voor idioten (částečně autobiografický román)
- 1998 Bloemen op mijn graf (sbírka povídek, sloupků, poezie, apod.)
- 1998 Nog drie keer slapen en ik word wakker (román)
- 1999 Het einde van mensen in 1967 (povídky)
- 1999 Uitgeverij Guggenheimer (román)
- 2000 Vergeef mij de liefde (román)
- 2000 De koffer (komiks)
- 2001 Pitface (román)
- 2002 De Kus in de Nacht (román)
- 2002 Mank (román)
- 2003 De Droogte (román)
- 2004 Ik ben rijk en beroemd en heb nekpijn (román)
- 2004 In de knoei (novel)
- 2004 Heilige schrik (Collection of columns published in HUMO)
- 2005 Het spook van Toetegaai (román)
- 2006 De dollartekens in de ogen van Moeder Theresa (povídka)
- 2007 Muggepuut (román)
- 2008 Toos (román)
- 2009 Mijn haar is lang (román)
- 2009 Kaloemmerkes in de zep (román)
- 2010 Trager dan de snelheid (román)
- 2011 Van drie tot zes (román)
- 2011 De biografie van John Muts (román)